# Brean

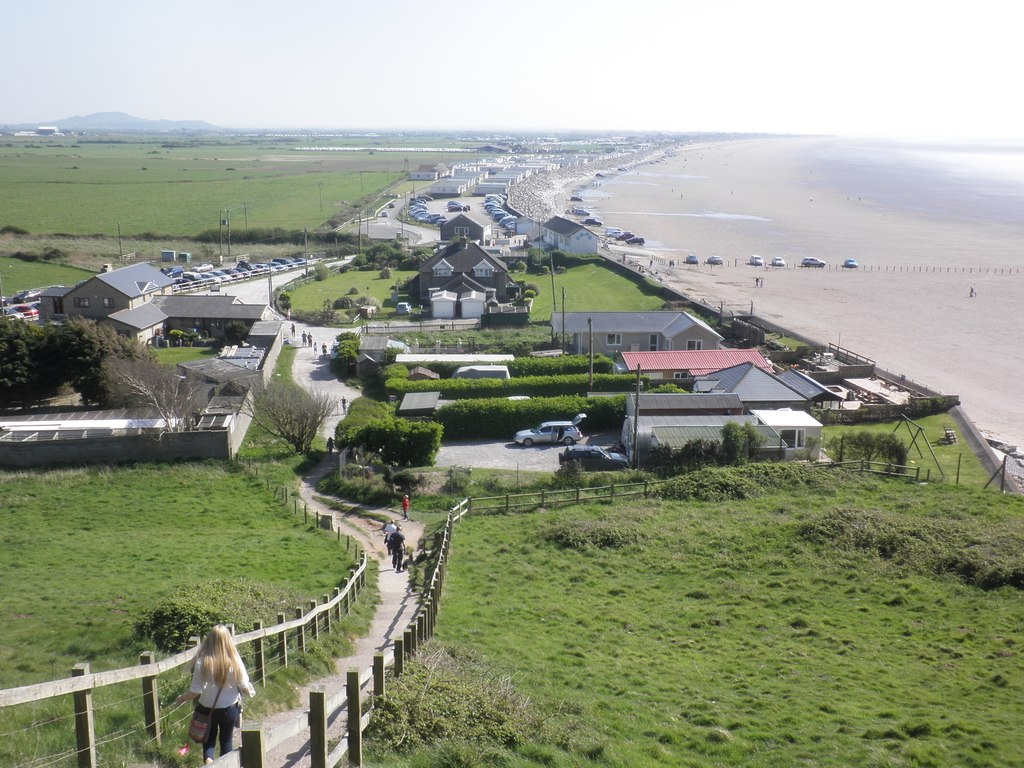
La spiaggia di Brean

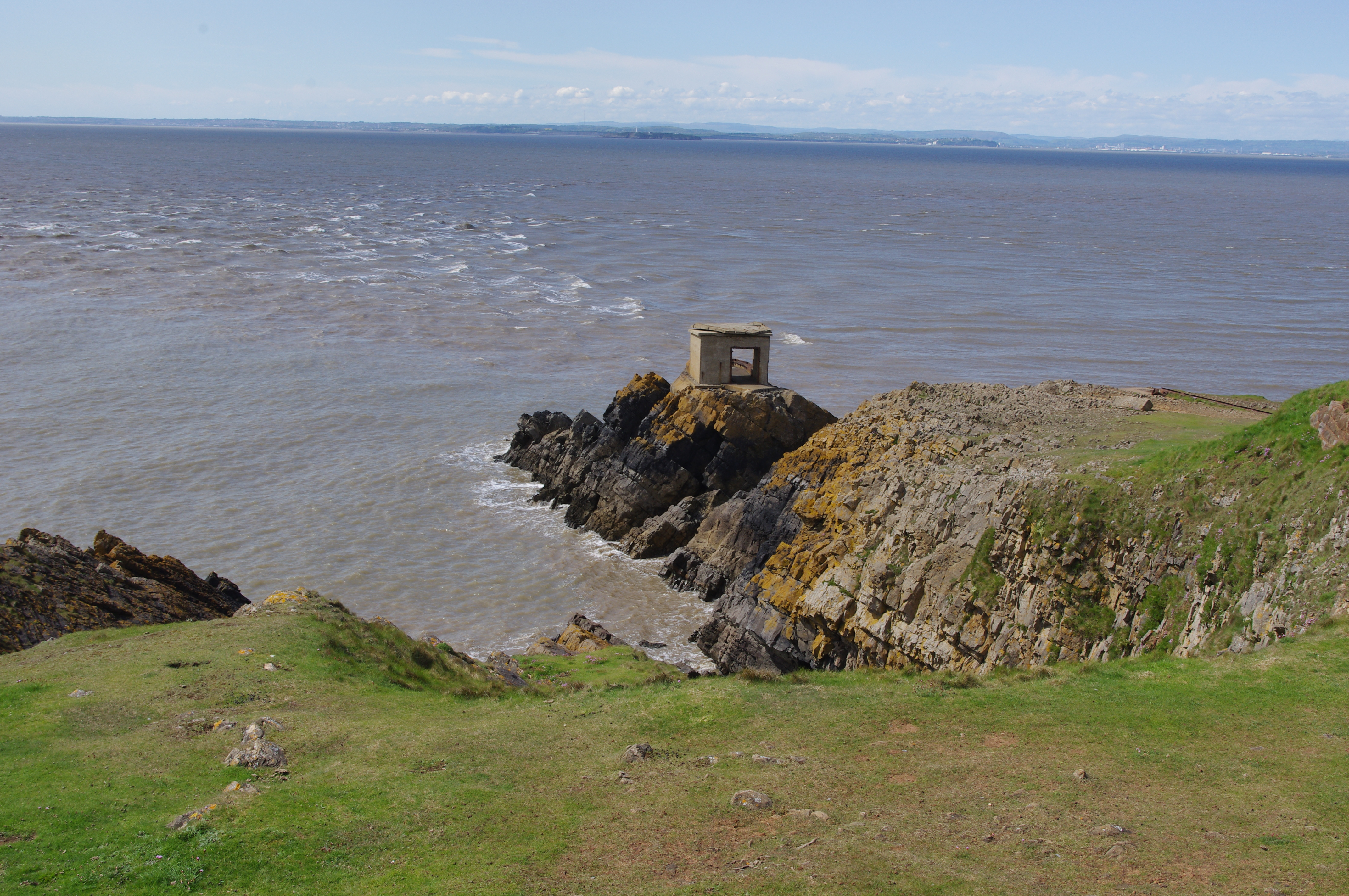
Il promontorio di Brean Down con un tratto del forte di Brean Down

Brean è una località balneare e parrocchia civile dell'Inghilterra sud-occidentale, facente parte della contea del Somerset e del distretto di Sedgemoor ed affacciata sulla baia di Weston (Weston Bay), un tratto del canale di Bristol. L'intera parrocchia civile conta una popolazione di circa 600 abitanti.

## Geografia fisica
Brean si trova tra le località costiere di Weston-super-Mare e Burnham-on-Sea (rispettivamente a sud della prima e a nord della seconda), a pochi chilometri a ovest di Bleadon ed Eastertown.
La parrocchia civile di Brean occupa un'area di 8,268 km². A nord/nord-ovest del centro abitato si erge il promontorio di Brean Down.

## Monumenti e luoghi d'interesse

### Architetture religiose

#### Chiesa di Santa Brigida
Principale edificio religioso di Brean è la chiesa dedicata a Santa Brigida, eretta nel XIII secolo, ampliata nel XV secolo e in gran parte ricostruita nel 1882.

### Architetture militari

#### Forte di Brean Down
Lungo il promontorio di Brean Down si erge il forte di Brean Down: eretto nel 1865, fu uno dei quattro forti militari fatti costruire negli anni sessanta del XIX secolo dal primo ministro Palmerston a protezione del canale di Bristol.

### Architetture civili

#### Brean Leisure Park
Altro luogo d'interesse di Brean è il Brean Leisure Park, un parco di divertimenti inaugurato nel 1946.

### Aree naturali

#### Brean Down
Principale attrattiva naturale della parrocchia civile di Brean è Brean Down, un promontorio dell'altezza di 97 metri.

## Società

### Evoluzione demografica
Al censimento del 2021, la parrocchia civile  di Brean contava una popolazione pari a 669 unità, in maggioranza (341) di sesso maschile.
La popolazione al di sotto dei 18 anni era pari a 59 unità (di cui 35 erano i bambini al di sotto dei 10 anni), mentre la popolazione dai 65 anni in su era pari a 252 unità (di cui 72 erano le persone dagli 80 anni in su) 637 abitanti sono nativi del Regno Unito e 16 da Paesi dell'Unione Europea.
Il ward di Brean ha conosciuto un incremento demografico rispetto al 2011, quando la popolazione censita era pari a 635 unità. Questo dato era però in calo rispetto alla precedente rilevazione del 2001, quando la parrocchia civile di Brean contava 691 abitanti.

## Cultura

### Media
Brean è una delle location della serie televisiva Sanditon.